# Embalse de la Baells
El embalse de la Baells es una infraestructura hidráulica española situada en el río Llobregat, en la comarca del Bergadá, provincia de Barcelona, Cataluña. Está formado por una presa situada en el municipio de Serchs. Se extiende por los términos de Serchs y Vilada, entre las sierras prepirenáicas de Catllarás, al este, y Figuerassa y Arades, al oeste. A la derecha del pantano discurre la carretera C-16, entre el túnel del Cadí y Berga-Manresa, y es atravesado por la C-26, que enlaza Berga y Ripoll.
El objetivo del embalse es regular la cuenca alta del río Llobregat, abastecer de agua el área metropolitana de Barcelona y producir energía hidroeléctrica.
La presa, de arco de doble curvatura, se inauguró el año 1976. Se utilizó hormigón que contiene cantos rodados de diferentes medidas en algunos lugares y, en otros, hormigón armado.
Su construcción provocó el desplazamiento del pueblo de San Salvador de la Vadella, que quedó bajo las aguas, y de casas diseminadas a un pueblo de nueva construcción, Sant Jordi de Cercs, al cierre de la línea ferroviaria de Guardiola de Berga a Olvan-Berga en 1972 y a la construcción del puente de Vilada.
En sus aguas se puede practicar remo, vela y navegación a motor a menos de 16 nudos.
Las orillas del pantano están consideradas de interés por la flora y la fauna. En sus aguas se pueden pescar  carpas, lucios, lucioperca, black-bass, siluro y alguna trucha.

## Galería

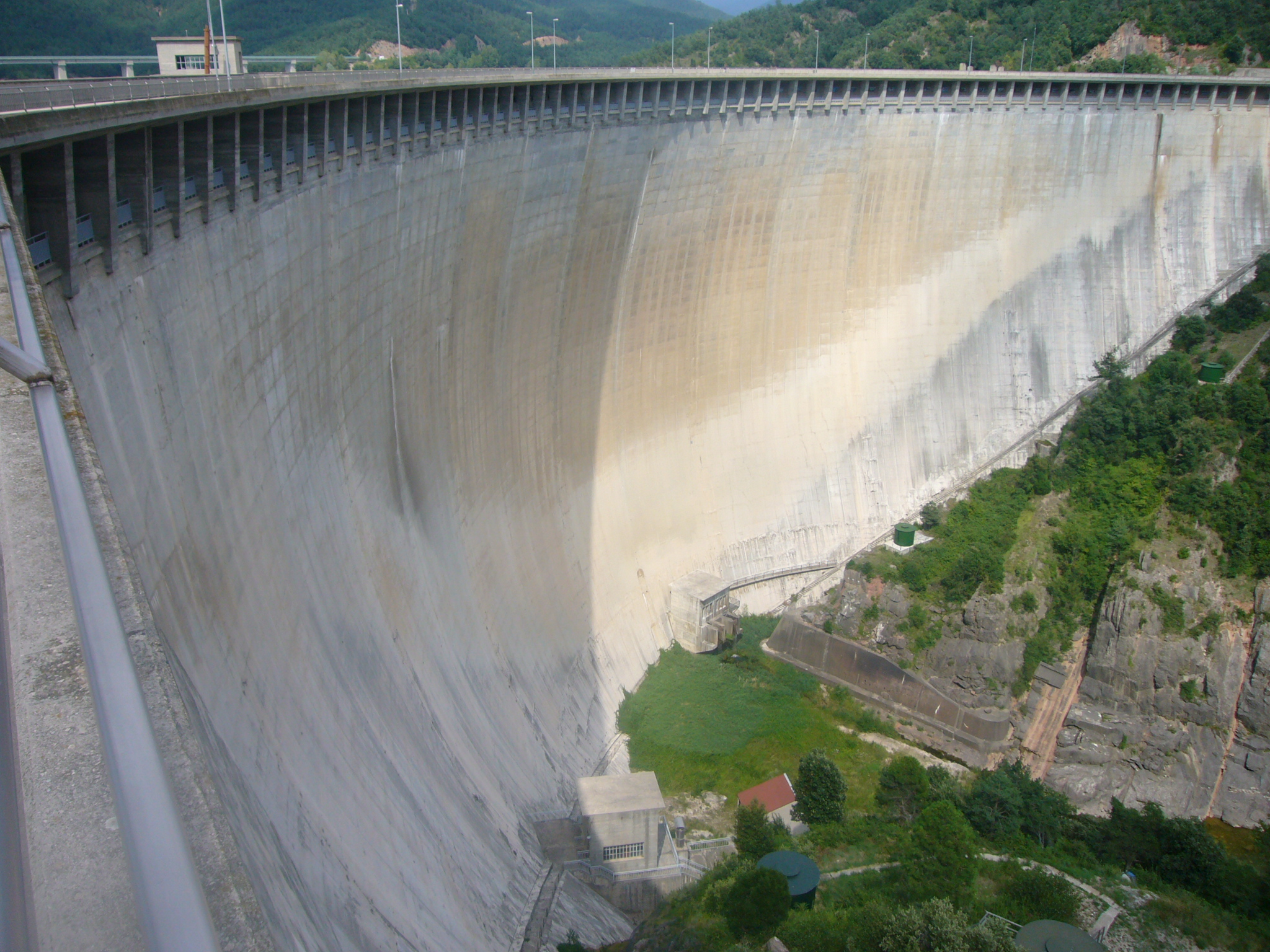
Vista de la doble curvatura de la Baells
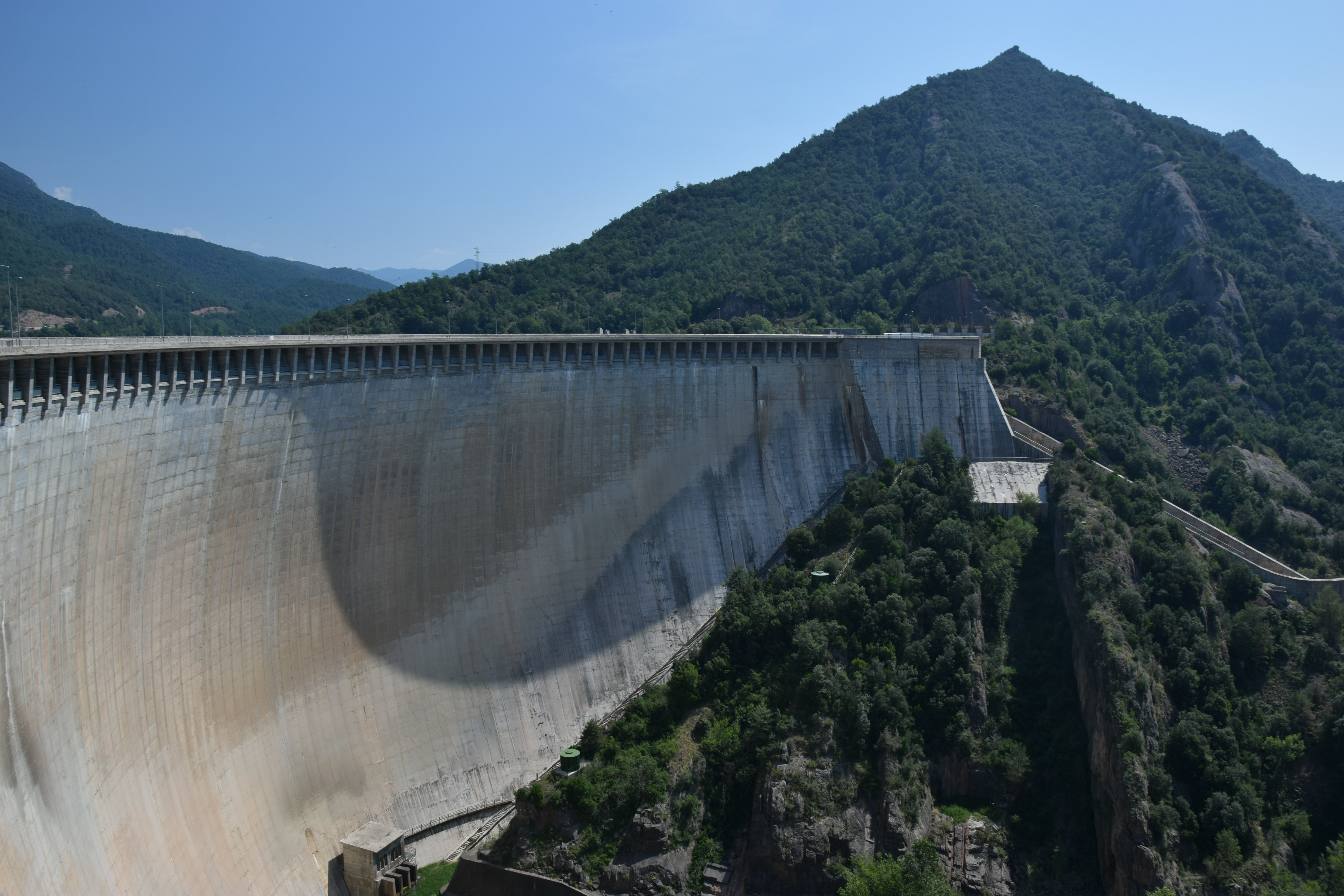
Presa de la Baells
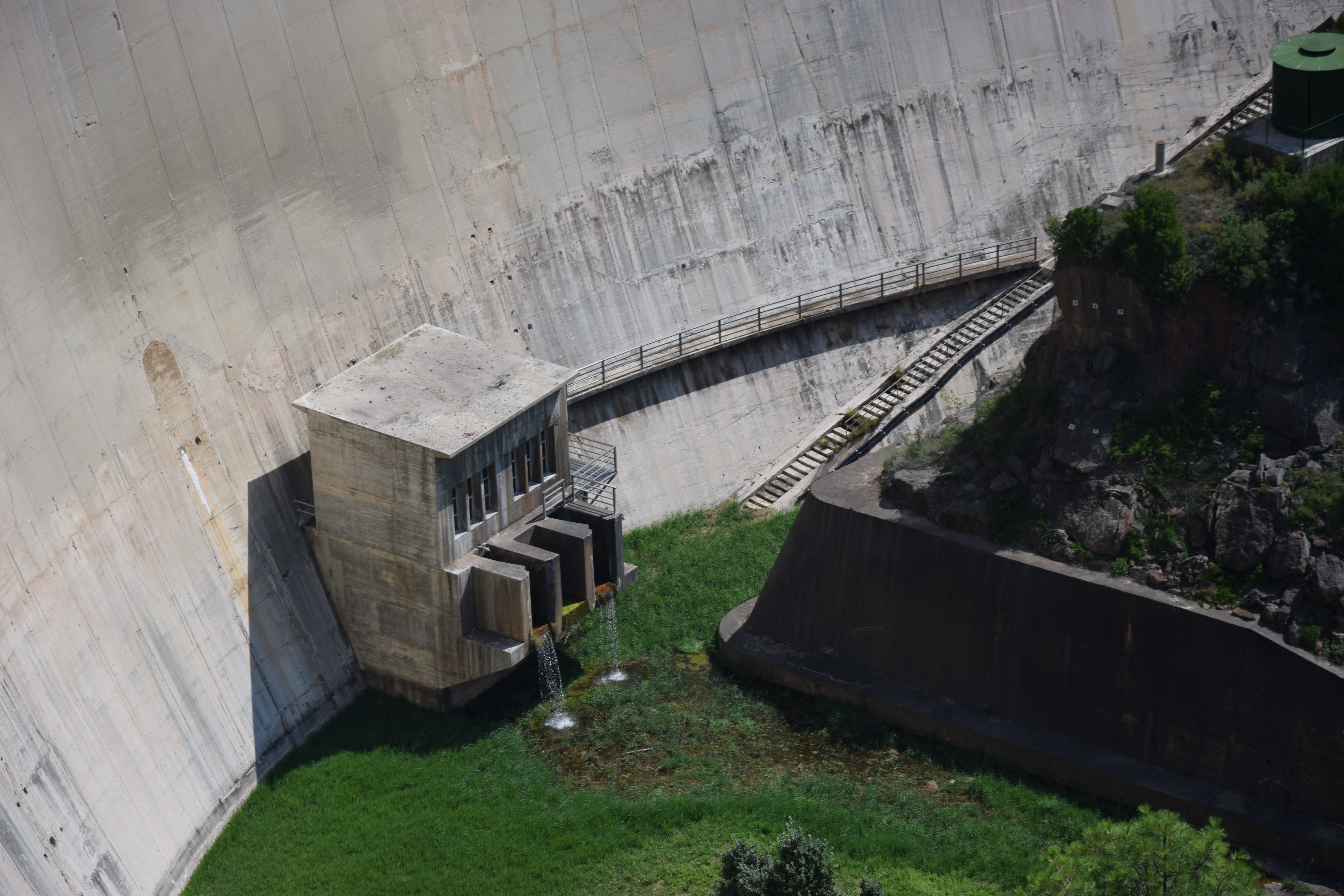
Presa de la Baells